# Неманя Яничич
Неманя Яничич (сербохорв. Немања Јаничић/Nemanja Janičić, нар. 13 липня 1986, Баня-Лука, СФРЮ) — чорногорський і боснійський футболіст, півзахисник. Етнічний серб. На даний час гравець боснійського клубу «Борац» (Баня-Лука).

## Клубна кар'єра
Неманя Яничич народився 13 липня 1986 року в боснійському місті Баня-Лука. Свою професійну кар'єру він розпочав у 2004 році в складі чорногорського клубу «Могрен». У складі «Могрена», Яничич виступав аж до 2011 року і за цей час зіграв в 97-ми матчах і забив 2 м'ячі. Влітку 2011 року, він переїхав до Сербії і підписав контракт з «Бежанією». У складі «Бежанії», Неманья Яничич виступав половину сезона і за цей час зіграв у 14-ти матчах і не зміг забити жодного м'яча.
У 2012 році, він перейшов в ще один сербський клуб «Напредак» і виступав за цей клуб до кінця 2014 року. У сезоні 2012/13 років у Першій лізі «Напредак» фінішував на 1-му місці та здобув путівку до Суперліги Сербії на сезон 2013/14 років. За цей час, Яничич зіграв в 70-ти матчах і забив 2 м'ячі. На початку 2015 року Неманья Яничич став гравцем узбецького клубу «Локомотив» з Ташкента. У 2015 році разом з командою виграв Суперкубок країни. У 2017 році знову виїхав до Сербії, дезіграв 9 матчів у футболці «Бораца» (Чачак). Того ж року повернувся до рідного міста, де став гравцем місцевого «Бораца».

## Кар'єра в збірній
Під час своїх виступів у «Могрені» звернув на себе увагу тренерів «чорногорської молодіжки», в складі якої дебютував 2007 року. Цей матч виявився єдиним для Неманьї у футболці молодіжної збірної Чорногорії[джерело?].

## Досягнення
Могрен
- Чемпіонат Чорногорії
  -  Чемпіон (2): 2008/09, 2010/11

- Кубок Чорногорії
  -  Володар (1): 2007/08

«Напредак»
- Перша ліга Сербії
  -  Чемпіон (1): 2012/13

«Локомотив» (Ташкент)
- Суперкубок Узбекистану
  -  Володар (1): 2015
- Чемпіонат Узбекистану
  -  Чемпіон (1): 2016
- Кубок Узбекистану
  -  Володар (1): 2016

Борац
- Чемпіонат Боснії і Герцеговини
  -  Чемпіон (1): 2020/21